# دييغو بونويل

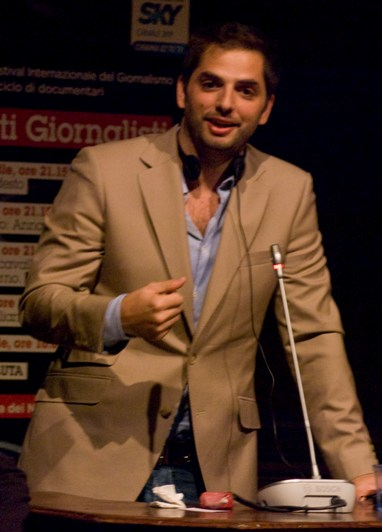
دييغو بونويل في مهرجان الصحافة الدولي، بيروجيا، في 25 أبريل 2010.

دييغو بونويل (بالفرنسية: Diego Buñuel) هو صحفي، ومخرج، ومراسل عسكري، ومقدم برامج وثائقية فرنسي-أمريكي ولد سنة 1975.

أطلق وأدار السلسلة المشهورة على قناة ناشونال جيوغرافيك المعروفة باسم لا تخبروا والدتي، التي إلى جانب قناة ناشونال جيوغرافيك تبث على كنال+ في فرنسا تحت اسم المستكشفون الجدد.

## السيرة الذاتية
دييغو بونويل هو حفيد المخرج الإسباني لويس بونويل. تحصل دييغو على شهادته الصحفية من جامعة نورث وسترن في شيكاغو. بدأ مسيرته مع ذو تايمز بيكايون، صحيفة نيو أورلينز اليومية، ثم بعد ذلك إلى ذو سان فرانسيسكو إكسامينر، ثم سان لويس بوست ديسباتش، ثم ذو ميامي هيرالد، ثم شيكاغو تريبيون، وأخيرا مع سان سانتينال كمراسل للجرائم.

في سنة 2000، وعند قيامه بواجبه العسكري في البوسنة والهرسك، أين استقر في ساراييفو، اختص دييغو في مهنة المراسل الحربي.

إضافة إلى تحدثه بلغته الأم الفرنسية، يتحدث دييغو بطلاقة إلى جانبها الإنجليزية والإسبانية والروسية.

بعد عودته إلى فرنسا، إنظم بونويل إلى وكالة كابا كمراسل حربي، أين غطى أحداث مهمة وخطرة مثل أحداث 11 سبتمبر 2001، وحرب أفغانستان، وحرب العراق أين احتمى في هذه الأخيرة مع المارينز الأمريكية، من الكويت إلى بغداد. بعد ذلك نقل أحداث حرب الكونغو الثانية، وزلزال وتسونامي المحيط الهندي 2004 في أندونيسيا، ثم جنازة ياسر عرفات في رام الله (فلسطين)، وكذلك عملية توسيع الطائفة المسيحية الإنجيلية من قبل الرئيس الأمريكي جورج دبليو بوش، المناسبة التي قام بتصوير تقرير خاص لها.

في 2006، أخرج دييغو بونويل أول حلقة من سلسلة لا تخبروا والدتي (على كنال+، وقناة ناشونال جيوغرافيك)، أين يقدم نظرة أخرى مخالفة عن الأماكن التي أحدثت ضجة إعلامية بسبب الحروب فيها أو أزماتها أو كذلك عدم احترامها للقوانين والتشاريع الدولية، يعني يري الوجه الآخر لهذه البلدان. تم بث هذه السلسلة في فرنسا على قناة كنال+ في إطار برنامج المستكشفون الجدد، الذي بدأ بثه في 2008، وأيضا تبث هذه السلسلة في أكثر من 160 دولة عبر قناة ناشونال جيوغرافيك. في صيف 2011، أنهى دييغو حلقته ال25 وجزئه الرابع.

قدم دييغو حلقات في أفغانستان، كولومبيا، كوريا الشمالية، جمهورية الكونغو الديمقراطية، فنزويلا، إسرائيل وفلسطين، إيران، العراق، دول البلقان، وباكستان.

في سبتمبر 2011، بدأ جزأ آخر أكثر حدة وخطورة مع القوات المسلحة الباكستانية، وحلقات في أنتاركتيكا، أوكرانيا، أمريكا الوسطى، وفي غويانا الفرنسية.

في مارس 2012، أطلق دييغو فكرة جديدة تحت اسم «بومرانغ» (Boomerang): وهي عملية جمع أفلام وثائقية تبلغ مدتها 90 دقيقة ثبث في أوقات الذروة على كنال+ والتي تقوم بتتبع مسارات إنتاج الأشياء التي نستعملها يوميا في حياتنا بهدف إنارة الرأي العام عن الجهة الإيجابية لها. الحلقة الأولى خصصت للهواتف المحمولة، والثانية خصصت لقوالب الشيكولاتة. وفي 2012 أيضا، حضر بونويل لحلقة جديدة من برنامج المستكشفون الجدد حول الموسيقى يساهم فيها المؤلف الموسيقي الفرنسي دافيد والترز، وتم بثها بمناسبة الأسبوع الأمريكي على كنال+ أثناء الانتخابات الرئاسة الأمريكية 2012.

دييغو بونويل هو حفيد لويس بونويل.

## الجوائز
- 2003: جائزة لجنة التحكيم الخاصة من مهرجان سكوب الدولي للصحافة عن الوثائقي «ملوك الصحراء» الذي مدته 52 دقيقة عن الحملة الأمريكية في العراق.
- 2004: جائزة لجنة التحكيم الخاصة من مهرجان سكوب الدولي الصحافة عن الوثائقي «في الفرن العراقي» الذي مدته 90 دقيقة كذلك عن الحملة الأمريكية في العراق.

## الحياة الخاصة
تزوج دييغو في 2008 بالأمريكية القاطنة بنيويورك من أصل كوري ماجي كيم (Maggie Kim)، وهو أب لطفلين.

## مقالات ذات صلة
- قناة ناشونال جيوغرافيك.
- لا تخبروا والدتي.
- المستكشفون الجدد.

## روابط خارجية
- دييغو بونويل على موقع IMDb (الإنجليزية)
- دييغو بونويل على موقع كينوبويسك (الروسية)
- الصفحة الرسمية لدييغو على موقع كنال+.